# Fédération des anciens marins et marins anciens combattants
La Fédération des anciens marins et marins anciens combattants (FAMMAC) est une association française.
Son siège social est à Arcueil.

## Histoire
Elle a été fondée les 22-23 février 1930 par Gabriel Ducuing. Organisme privé reconnu d'utilité publique en 1950, l'association a cofondé avec l'Allemagne la Confédération maritime internationale (C.M.I.).
Ses membres sont pour la plupart des anciens militaires et d'anciens combattants. Elle regroupe aussi près de 450 associations ou sections d'associations de marins et anciens marins de tous grades et de toutes provenances (marine nationale, marine de commerce, pêche et plaisance), sous la devise de « Unis comme à bord ».

## Missions
L'association travaille au rapprochement des diverses autres associations maritimes existantes et œuvre à la promotion de l'image maritime de la France et à la protection du patrimoine maritime et fluvial. Entre autres, elle aide aussi les jeunes désirant entrer dans les métiers de la Marine.
Elle publie un bulletin trimestriel de liaison et d'information.

## Anciens Présidents
- Pierre-Edmond Rénon (avril 1946)
- Gabriel Marie Jean Merveilleux du Vignaux (1949)